# Euploea lombokiana
Euploea lombokiana är en fjärilsart som beskrevs av Hans Fruhstorfer 1903. Euploea lombokiana ingår i släktet Euploea och familjen praktfjärilar. Inga underarter finns listade i Catalogue of Life.